# Open de Kuala Lumpur (squash)
L'Open de Kuala Lumpur est une compétition de squash se déroulant à Kuala Lumpur. Le tournoi est parrainé par la banque CIMB.

## Palmarès

### Hommes
| Année | Champion            | Finaliste           | Score                          |
| ----- | ------------------- | ------------------- | ------------------------------ |
| 2014  | Pas de compétition  | Pas de compétition  | Pas de compétition             |
| 2013  | Karim Darwish       | Mohamed El Shorbagy | 11-9, 12-10, 11-7              |
| 2012  | Omar Mosaad         | Adrian Grant        | 11–6, 13–11, 12–14, 6-11, 11-8 |
| 2011  | Karim Darwish       | Mohamed El Shorbagy | 11–9, 11–9, 11–3               |
| 2010  | Ramy Ashour         | Karim Darwish       | 11–8, 11–8, 11–9               |
| 2009  | Peter Barker        | Adrian Grant        | 11–6, 11–2, 11–4               |
| 2008  | Ong Beng Hee        | Mohd Azlan Iskandar | 11-8, 15-13, 12-10             |
| 2007  | Mohammed Abbas      | Stewart Boswell     | 11–6, 11–5, 11–5               |
| 2006  | Mohd Azlan Iskandar | Ong Beng Hee        | 6–11, 11–8, 12-10, 6-11, 11-4  |
| 2005  | Shamsul Islam Khan  | Amr Mansi           | 11-13, 11-6, 11-1, 11-8        |
| 2004  | Wael El Hindi       | Laurens Jan Anjema  | 15-2, 7-15, 15-11, 15-10       |
| 2003  | Mohd Azlan Iskandar | Tommy Berden        | 15-10, 15-9, 3-15, 15-5        |
| 2002  | Mike Corren         | Kenneth Low         | 15-6, 15-11, 15-12             |
| 2001  | Tommy Berden        | Kenneth Low         | 15-12, 15-2, 17-16             |
| 2000  | Ajaz Azmat          | Mansoor Zaman       | 9-15, 15-8, 15-11, 15-6        |
| 1999  | Kenneth Low         | Ong Beng Hee        | 11-15, 15-6, 15-13, 1-15, 15-8 |

### Femmes
| Année | Champion                                                          | Finaliste                                                         | Score                                                             |
| ----- | ----------------------------------------------------------------- | ----------------------------------------------------------------- | ----------------------------------------------------------------- |
| 2014  | Pas de compétition à cause des championnats du monde féminin 2013 | Pas de compétition à cause des championnats du monde féminin 2013 | Pas de compétition à cause des championnats du monde féminin 2013 |
| 2013  | Laura Massaro                                                     | Alison Waters                                                     | 11-9, 11-7, 11-6                                                  |
| 2012  | Nicol David                                                       | Annie Au                                                          | 11-4, 12-10, 11-9                                                 |
| 2011  | Nicol David                                                       | Madeline Perry                                                    | 11-6, 11-6, 11-2                                                  |
| 2010  | Nicol David                                                       | Omneya Abdel Kawy                                                 | 11-8, 10-12, 11-7, 5-11, 11-8                                     |
| 2009  | Natalie Grainger                                                  | Nicol David                                                       | 9–4, 9–2, 9–2                                                     |
| 2008  | Nicol David                                                       | Natalie Grinham                                                   | 9–4, 9–2, 9–2                                                     |
| 2007  | Nicol David                                                       | Natalie Grinham                                                   | 6–9 9–3, 9–6, 7–9, 9–6                                            |
| 2006  | Vanessa Atkinson                                                  | Nicol David                                                       | 9-7, 4-9, 9-1, 9-3                                                |
| 2005  | Nicol David                                                       | Annelize Naudé                                                    | 9–4, 9–2, 9–0                                                     |
| 2004  | Pas de compétition                                                | Pas de compétition                                                | Pas de compétition                                                |
| 2003  | Pas de compétition                                                | Pas de compétition                                                | Pas de compétition                                                |
| 2002  | Nicol David                                                       | Ellen Petersen                                                    | 9–2, 9–7, 8–10, 9–4                                               |
| 2001  | Rachael Grinham                                                   | Natalie Grinham                                                   | 7-9, 0-9 (abandon)                                                |
| 2000  | Nicol David                                                       | Elin Blikra                                                       | 9-2, 9-5, 9-5                                                     |
| 1999  | Carol Owens                                                       | Nicol David                                                       | 9-0, 9-2, 9-5                                                     |